# Philodendron scottmorianum
Philodendron scottmorianum là một loài thực vật có hoa trong họ Ráy (Araceae). Loài này được Croat & Moonen mô tả khoa học đầu tiên năm 2007.